# Cabo Dart

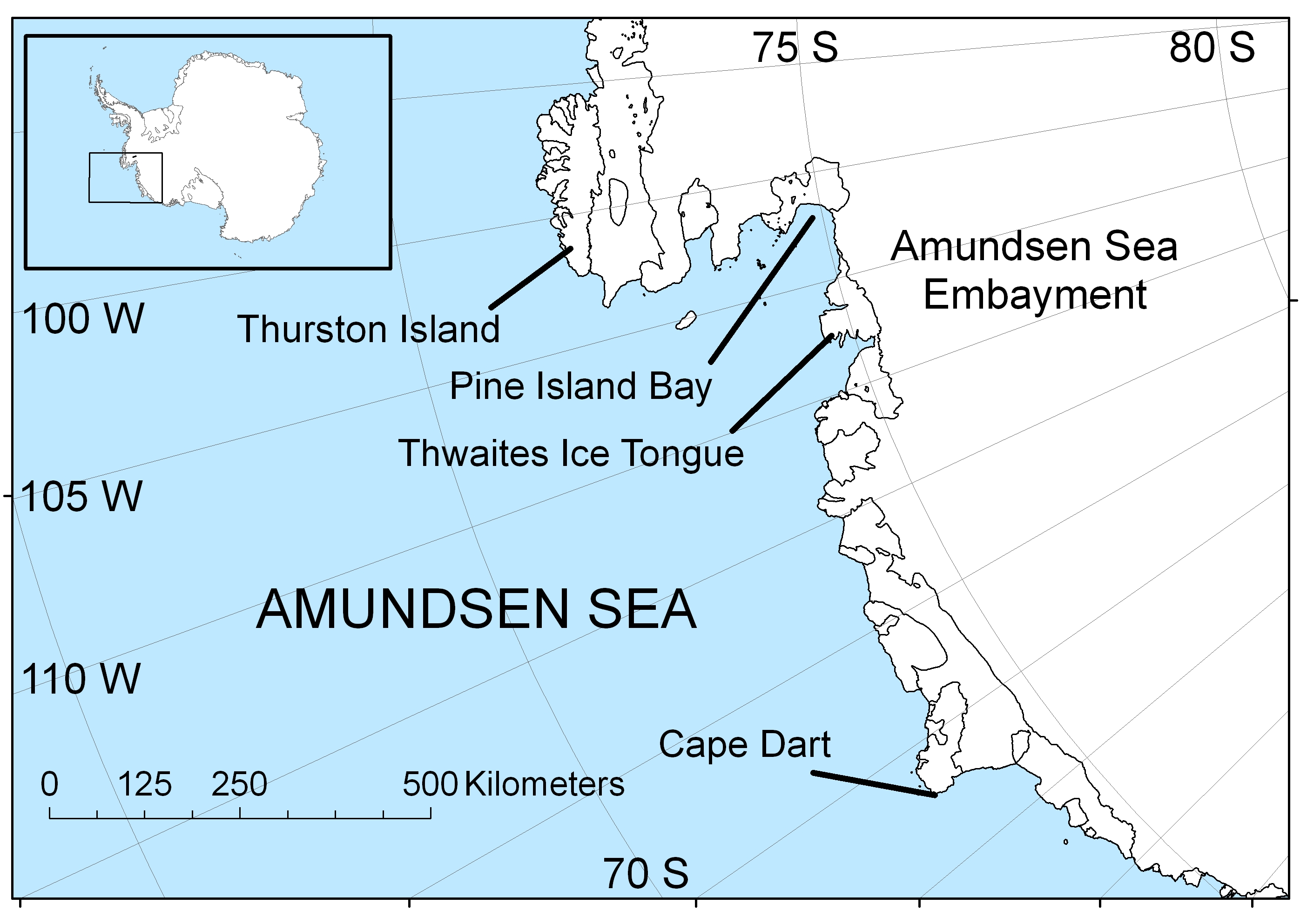
O Cabo Dart marca o limite ocidental do Mar de Amundsen.

O cabo Dart  é um cabo situado perto do monte Siple, na costa norte da Ilha Siple, justamente em direção ao sul da Ilha Lauff e afastado da Costa Bakutis, Terra de Marie Byrd, Antártida. Foi descoberto em dezembro de 1940 por membros do Serviço Antártico dos Estados Unidos (USAS) em um voo da Base Oeste. Recebeu o nome de Justin Whitlock Dart que, como executivo da Walgreen Drug Co, financiou a expedição.
Predefinição:Dicionáriogeográfico-usgs